# Michel Delpuech
Pour les articles homonymes, voir Delpuech.
Ne doit pas être confondu avec Michel Delpech.
Michel Delpuech, né le 13 février 1953 à Aurillac (Cantal), est un haut fonctionnaire français.
Il est préfet de police de Paris du 19 avril 2017 au 20 mars 2019, après avoir été préfet de la région Île-de-France.

## Biographie

### Études
Titulaire d'une licence en droit, diplômé de l'Institut d'études politiques de Paris (1976) et diplômé de l'École nationale d'administration (promotion Voltaire, 1980), Michel Delpuech entre au ministère de l'Intérieur.

### Carrière préfectorale
Il commence sa carrière préfectorale comme directeur de cabinet du préfet du Lot, puis de la région Auvergne et du Puy-de-Dôme en 1982, avant d'être secrétaire général de la préfecture de la Corse-du-Sud de 1984 à 1986. Il est ensuite commissaire adjoint de la République de l'arrondissement de Cognac jusqu'en 1988, date à laquelle il devient directeur général des services départementaux du Morbihan. Nommé sous-préfet de Béthune en 1993, il accède trois ans plus tard au grade de préfet et remplit les fonctions de secrétaire général pour l'administration de la police de Paris, puis de directeur de cabinet du préfet de police en 1999.

### Préfet de département
De 2003 à 2006, il est préfet des Hauts-de-Seine, puis de la Corse et de la Corse-du-Sud en 2006. Le 23 mai 2007, il est nommé directeur du cabinet de la ministre de l'Intérieur Michèle Alliot-Marie.

### Préfet de région
Nommé préfet de la région Picardie et de la Somme le 16 février 2009, il demeure trois ans en fonction dans ce poste avant d'être nommé en Aquitaine le 26 juillet 2012. Comme préfet d'Aquitaine, il s'est notamment investi pour le maintien de l'activité de l'usine Ford de Blanquefort. Le 5 mars 2015, il est nommé préfet du Rhône et de la région Rhône-Alpes, en remplacement de Jean-François Carenco. Il fait ses adieux à Bordeaux le 30 mars et prend ses nouvelles fonctions à Lyon le 1er avril.
Malgré plusieurs nominations à des fonctions sensibles sous les présidences de Jacques Chirac (directeur du cabinet du préfet de police de Paris, Philippe Massoni, puis de son successeur Jean-Paul Proust, de 1999 à 2003) puis de Nicolas Sarkozy (directeur de cabinet de Michèle Alliot-Marie au ministère de l'intérieur de 2007 à 2009), François Hollande (lui aussi issu de la promotion Voltaire de l'ENA) le nomme préfet de Paris et de la région Île-de-France le 27 février 2017, pour succéder à nouveau à Jean-François Carenco.
Le 17 avril 2017, Michel Cadot s'étant déboîté accidentellement la hanche, Michel Delpuech le remplace en urgence dans ses fonctions de préfet de police de Paris le 19 avril 2017, tandis que Michel Cadot le remplace deux mois plus tard à la préfecture de Paris et de la région Île-de-France.

### Préfet de police de Paris
En juin 2017, lors des pics de chaleur et de pollution, Michel Delpuech refuse dans un premier temps de mettre en place la circulation différenciée demandée par la mairie de Paris, mettant en avant la nécessité d'adopter une réponse « graduée » face à cette pollution.
Il préside la première cérémonie de naturalisation organisée au Panthéon le 6 juillet 2017.
En aout 2017, le préfet de police s'inquiète d'un projet de création par la mairie de Paris d'une piste cyclable élargie rue de Rivoli. Le projet prévoit de réduire la circulation automobile à une seule file, de sorte que le préfet s'inquiète que des véhicules de livraison et de dépannage stationnent sur la voie de bus, bloquant ainsi la circulation des véhicules de secours. Un accord est finalement trouvé peu après, passant par le renforcement du contrôle de la voie de bus et la création de places de stationnement pour les véhicules de livraison. En décembre 2017, le préfet bloque un projet d'aménagement de l'avenue du Général-Leclerc proposé par la ville de Paris, qui souhaitait construire une piste cyclable et des voies de bus en site propre. De nouveau, il met en avant la nécessité de préserver la circulation des véhicules de secours et de police, mais certaines associations y voient avant tout une politique défavorable au vélo et au bus, et mettent en avant que les voies de bus faciliteraient la circulation de ces véhicules.
Le 23 juillet 2018, dans le cadre de l'affaire Benalla et des violences du 1er mai, il est entendu par la commission d'enquête de l'Assemblée nationale. Il répond aux accusations du ministre de l'Intérieur, Gérard Collomb, et nie toute implication. Il explique l'absence de réaction en rejetant la responsabilité sur l'autorité exécutive. Il y dénonce, en outre, des dérives liées, selon lui, à des « copinages malsains ». Durant l'affaire, trois policiers sont suspendus, soupçonnés d'avoir transmis à Alexandre Benalla des vidéos de surveillance de la préfecture de police. Supérieur hiérarchique de ces policiers et protagoniste de cette affaire, Alain Gibelin, directeur de l'ordre public et de la circulation (DOPC) à Paris, est limogé le 16 mars.
En mars 2019, mis en cause par l’exécutif pour sa gestion de l'ordre public à Paris lors des violences et des pillages commis sur les Champs-Élysées le 16 mars 2019 dans le cadre du mouvement des Gilets jaunes, il est limogé et remplacé par Didier Lallement,.

### Conseiller d'État en service extraordinaire
Le 10 avril 2019, Michel Delpuech est nommé conseiller d’État en service extraordinaire,. Le 14 avril 2021, il fait valoir ses droits à la retraite.

## Récompenses et distinctions

### Décorations
- Commandeur de la Légion d'honneur (2018[21])
  -  Officier de la Légion d'honneur (2011[22])
  -  Chevalier de la Légion d'honneur (2001[23])
- Commandeur de l'ordre national du Mérite (2015[24])
  -  Officier de l'ordre national du Mérite (2005[25])
  -  Chevalier de l'ordre national du Mérite (1997[26])
- Chevalier de l'ordre des Palmes académiques[27]

### Médailles
- Médaille d'honneur de la Police nationale (2002)[27],[28]
- Médaille de la jeunesse, des sports et de l'engagement associatif, bronze[27]